# (1210) Morosovia
(1210) Morosovia es un asteroide perteneciente al cinturón de asteroides descubierto el 6 de junio de 1931 por Grigori Nikoláievich Neúimin desde el observatorio de Simeiz en Crimea.
Está nombrado en honor de Nikolái Aleksándrovich Morózov (1854-1946), científico y revolucionario ruso.
Morosovia forma parte de la familia asteroidal de Eos.